# 나노네트워크
나노네트워크(nanonetwork) 또는 나노스케일 네트워크(nanoscale network)는 컴퓨팅, 데이터 저장, 감지 및 작동과 같은 매우 간단한 작업만 수행할 수 있는 상호 연결된 나노머신(최대 크기가 수백 나노미터 또는 수 마이크로미터인 장치)의 집합이다. 나노네트워크는 정보를 조정, 공유 및 융합할 수 있도록 함으로써 복잡성과 작동 범위 측면에서 단일 나노머신의 기능을 확장할 것으로 예상된다. 나노네트워크는 생의학 분야, 환경 연구, 군사 기술, 산업 및 소비재 응용 분야에서 나노기술의 새로운 응용을 가능하게 한다. 나노규모 통신은 IEEE P1906.1에 정의되어 있다.

## 통신 접근방식
나노스케일에 맞게 고전적인 통신 패러다임을 수정해야 한다. 나노 규모의 통신을 위한 두 가지 주요 대안은 전자기 통신 또는 분자 통신을 기반으로 한다.